# 4343 Tetsuya
4343 Tetsuya este un asteroid din centura principală, descoperit pe 10 ianuarie 1988 de Seiji Ueda și Hiroshi Kaneda.